# Billy Dean
William Harold "Billy" Dean (2 de abril de 1962 en Quincy, Florida, Estados Unidos) es un cantante de música country.
Ganó popularidad luego de su participación en el programa de televisión Star Search. Activo como artista de country desde 1990, ha grabado más de diez álbumes de estudio (tres de ellos certificados como disco de oro por la RIAA) y un álbum recopilatorio que también logró ser disco de oro. Ha posicionado más de 20 sencillos en las listas de éxitos de la revista Billboard. En el año 2000 logró ubicarse en lo más alto de las listas junto a Alison Krauss con la canción "Buy Me a Rose" de Kenny Rogers.

## Discografía

### Estudio
- Young Man (1990)
- Billy Dean (1991)
- Fire in the Dark (1993)
- Men'll Be Boys	(1994)
- It's What I Do	(1996)
- Real Man (1998)
- Let Them Be Little (2005)
- The Christ (A Song for Joseph)	(2005)
- Sings Richard Leigh (2009)
- The One Behind the Wheel (2010)
- A Man of Good Fortune (2012)